# Henrik Pedersen (Fußballspieler)
Henrik Pedersen (* 10. Juni 1975 in Kopenhagen) ist ein dänischer ehemaliger Fußballspieler.

## Karriere
Pedersen begann seine Karriere bei Silkeborg IF, welchen er von 1995 bis 2001 die Treue hielt. Bereits in seiner ersten Saison konnte sich Silkeborg für einen internationalen Pokal qualifizieren. 1997/98 wurde Silkeborg Vizemeister, bis zu seinem Abgang 2001 konnte dieser Erfolg in der Meisterschaft nicht mehr wiederholt werden. 2001 konnte er mit Silkeborg den dänischen Pokal gewinnen.
2001 wechselte Pedersen für eine halbe Saison zu den Bolton Wanderers. Sein Debüt gab der Däne am 18. August 2001 im League-Cup-Spiel gegen den FC Walsall. Im März 2002 kehrte er bis Sommer nach Silkeborg zurück und spielte die Saison in Dänemark zu Ende. Danach kehrte der Allrounder zu den Wanderers zurück und blieb bis 2007. 2002/03 verhinderte Pedersen mit dem Verein den Abstieg und erreichte den 17. Tabellenrang, zwei Punkte vor dem Abstiegsrang, der von West Ham United besetzt wurde. Die nächste Saison verlief erfolgreicher und Bolton wurde am Ende Achter. Mit dem sechsten Platz ein Jahr darauf qualifizierten sich die Bolton Wanderers mit Pedersen für den UEFA-Pokal.
Sein erstes Spiel auf internationaler Ebene mit den Wanderers spielte Pedersen am 15. September 2005 gegen den bulgarischen Vertreter Lokomotive Plowdiw, als er in der 57. Minute für den Mexikaner Jared Borgetti ausgewechselt wurde. Bolton schaffte es bis in die 3. Runde, wo man an Olympique Marseille scheiterte. In der Meisterschaft wurde man Achter. Ein Jahr darauf konnte sich Bolton wieder für den UEFA-Pokal qualifizieren. Pedersen wechselte daraufhin zu Hull City in die Championship.
In der zweiten Liga angelangt war Pedersen eine Stütze für Hull City. Nach dem erfolgreichen dritten Platz am Ende der Saison kam man ins Play-off um den Aufstieg, wo man sich gegen Crystal Palace, FC Watford und Bristol City durchsetzen konnte. Nach dieser Saison kehrte Pedersen England den Rücken und kehrte zum zweiten Mal zu Silkeborg IF zurück, welche in der zweiten dänischen Liga spielten.
2008/09 schaffte er mit Silkeborg die Rückkehr in die höchste dänische Spielklasse, als man als Zweiter den Aufstieg schaffte. 2012 beendete er seine Karriere.

## Erfolge
- 1 × Landspokalturneringen 2001
- 1 × Aufstieg in die Premier League 2008
- 1 × Aufstieg in die Superliga 2009